# 혁명의용군 사건
혁명의용군 사건(革命義勇軍事件)은 1948년 10월 1일 최능진, 서세충(徐世忠), 김진섭(金鎭燮) 등이 혁명의용군(革命義勇軍)을 조직하고 기회가 도래하면 대한민국 정부를 전복시킴으로써 정권을 차지하려는 일종의 쿠데타를 음모한 사건이다.
1949년 5월 31일 법령 제15호 4조 나항 및 형법 60조가 인용되어 최능진 징역 3년, 김진섭 징역 3년 6개월, 서세충 무죄가 선고되었다. 1949년 11월 2일 김진섭과 최능진은 추가 피소되어 2심에서 내란음모 및 정부계획방해기도죄로 김진섭 징역 6년, 최능진 징역 5년을 선고 받았다. 이 사건의 공범 중 국군 소속에겐 1949년 1월 27일, 오동기 징역 10년, 안종옥 징역 5년, 박규일, 김봉수(金鳳秀) 징역 3년, 김용이(金容珥) 2년, 오필주(吳弼周) 1년이 선고되었다.

## 배경 및 경과

### 재판 관련 보도 자료
1948년 10월 1일 수도경찰청은 前수사국장 최능진 등을 내란음모 혐의로 체포하였다. 구속영장에 나타난 검거혐의 내용에 따르면, 최능진(당시 51세), 서세충(당시 61세), 김진섭(당시 36세)은 1947년 12월 이후 국방경비대 오동기(吳東起, 당시 47세) 소령 등 국군소속의 젊은 장교 다수와 공모하여 국방경비대로 하여금 혁명의용군(革命義勇軍)을 조직하고 기회가 도래하면 대한민국 정부를 전복시킴으로써 정권을 차지하려는 일종의 쿠데타를 음모했다. 이를 위한 군자금으로서 1947년 9월 20일과 9월 24일 이틀에 걸쳐 90만원 예산 중 우선 15만 원을 지출하였다.
1948년 10월 19일 최능진, 서세충, 김진섭이 구속되고 육군소령 오동기(47) 외 9명이 불구속된 채로 수도청에 송청되었다. 다시 서울지검에 송청되어 강석복(姜錫福) 검사가 맡았다.
서세충은 경찰기록은 사실무근이라고 부인하며 1947년 12월경 김진섭이 찾아와서 '춘천 모 산중에 무장탈주병 수백 명이 잠복하고 있는데 이들을 중심으로 하여 협력을 해달라'는 것을 즉석에서 부인했다고 주장하였으며, 1948년 5·10 선거전에 종로 서울다방에서 柳모의 소개가 있어 초대면으로 최능진과 알게 되어 동 석상에서 단지 5·10 선거에 대한 전망을 사사로운 의견교환한 것 밖에 없으며 그 후에는 만난 일도 없다고 일체 부인하였다.
1948년 10월 22일 김태선 수도청장은 혁명의용군사건의 진상을 다음과 같이 발표하였다. "소위 혁명의용군사건은 그 주모자 최능진·오동기·서세충·김진섭 등이 남로당과 결탁하여 무력혁명으로 대한민국 정부를 전복하고 김일성 일파와 합작하여 자기들 몇 사람이 숭배하는 政客을 수령으로 공산정부를 수립하려고 공모한 후 그 목적달성을 위하여 수단과 방법을 가리지 않고 쿠테타를 감행하려는 직전에 검거, 송청하였는데 말단 세포분자들이 금번 여수사건을 야기한 것은 유감천만으로 생각하는 바이다. 
그 주모자 최능진은 5·10선거 당시 동대문 갑구에서 출마하려고 할 때부터 공산분자와 해외에서 무정부주의자로 활약하다가 귀환한 세 피의자 서세충 기타 불평정객들과 결탁하여 우리 3천만 민족이 갈망하는 UN감시 하의 정부수립을 방해하려고 하다가 그 목적을 달성치 못하였고, 그 후 소위 남북협상도 공염불에 돌아가자 최후 수단으로 국방경비대를 이용하여 무력혁명을 감행하여서라도 소기의 목적을 달하기로 하고 김진섭의 동지인 安鍾玉 외 7,8명을 국방경비대에 입대시키어 원주, 춘천 각 연대에 분산 배치케 하여 병사 중에서 동지를 규합케 한 결과 약 일천 명의 병사를 동지로 획득 가입케한 후 최능진이 제공한 거액의 현금을 군자금으로 하면서 종종 密會하여 혁명방법의 세칙을 토의한 결과, 
1. 민족혁명을 야기케 된 원인과 외교관계를 초안하여 둘 것, 2. 중앙방송국을 접수할 것, 3. 민족정의로서 민족혁명을 야기하여 조국독립을 찾자는 호소문을 작성하여 마이크로 방송하고 또는 전달을 산포할 것, 4. 치안을 확보하여 파괴와 살상을 가급적 피할 것, 5. 景武臺를 포위하고 대통령과 담판한 후 각부 장관을 축출하여 민심을 일신케 할 것, 6. 首都 치안은 주로 의용군이 담당하나 현경찰과도 협력할 것, 7. 정부를 전복한 후 국회를 완전 포위하여 단시일 내에 政綱을 통과시켜 민생문제 해결책을 전 국민에게 방송할 것, 8. 남북통일을 급속히 실현할 것 
등을 결의하고 파리 유엔 총회 개회 중에 전기 각 연대 병사와 공산분자가 합류 봉기하여 소기의 정권야욕을 채우려고 만반의 준비를 다하고 호시탐탐하고 있던 차에 천망에 걸리어 주모자 전부와 중견간부급까지 검거 송청하였던 것인데, 말단병사는 군부에서 분산 배치 정도로 관대히 취급하게 하였던 것이 검거자 이외의 지도자가 선동하였는지 금번 여수사건을 야기한 것이다."
1948년 11월 2일 최능진은 검찰에 다음과 같이 진술하였다. "김진섭, 오동기 등은 국군 내부에 동지를 규합하고 본인은 자금조달과 정치문제에 한하여서만 원조할 것과 무력행동 개시는 유엔 총회에서 조선문제의 가결 발표가 있을 직후로 할 것 등을 가결하고 지난 9월 20일 시내 태평로에 있는 복창토건에서 나는 전기 김(김진섭)에게 수표 8만 원, 동 22일에 역시 전기 장소에서 본사건 자금으로써 현금 7만 원을 각각 교부하였다." 그리고 강석복 검사로부터 이러한 음모에 대하여 뉘우치는 점이 없느냐고 최에게 물었을 때 최능진은 "이것은 정당하다고 확신하는 바이다"라고 태연하게 대답하였다.
1949년 1월 21일 최능진, 서세충, 김진섭에 관한 혁명의용군사건의 공판은 서울지방법원 제4호 법정에서 심리가 시작되었다. 재판장 주심은 홍재화(洪載和)였다. 사건은 최고책임자는 서세충, 정치재정책임 최능진, 前국방경비대 최고책임 오동기, 국방경비대 외내 총책임 김진섭, 강원도 원주부대 동원책임자 안종옥(安鍾玉) 외 3명, 춘천부대 동원책임 박규일(朴奎一) 외 2명으로 되고, 이들은 지난 1947년 12월 하순부터 1948년 9월 22일까지 10회에 걸쳐 밀회를 하고 소련혁명기념일(11월 7일)을 전후하여 원주부대와 춘천부대 병사 200명과 오동기가 연대장인 여수연대의 응원을 얻어 서울로 진격하여 정부를 전복할 계획을 세웠다.
그러나 공판정에 나타난 김진섭은 정치에는 전혀 관심이 없었다고 말하고, 서세충은 민족혁명이라는 말조차 무슨 말인지 모르는 말이라고 전적으로 부인하였는데, 다만 최능진만은 민족혁명의 필연성과 정당성을 논한 다음 무장봉기만은 생각지 않았다고 부정하고, 재삼 현 정부에 대한 불평을 들어 말하였다.
다음 서세충을 제외한 최능진, 김진섭은 무장봉기는 이를 부인하나 무혈(無血) 남북통일을 주장하고 양 김씨(김구·김규식)의 정치노선을 지지한다고 명언한 바 있었고, 최능진이 동대문 갑구에 국회의원 입후보한 것은 이승만을 낙선시키고 서재필을 대통령으로 하고 양 김씨의 합작으로써 정부를 조직하려던 의도에서라고 확언하였다. 그러나 김진섭은 군 정보과에서와 수도청에서 자백한 것은 고문에 의해서고 검찰청에서 그대로 진술한 것은 사건이 사건으로 되기에는 너무나 증거가 박약함으로 자포자기한 가운데 그대로 진술한 것이라고 말하고 있다. 오동기와 기타 병사들은 군인인 관계로 방금 군법회의에서 사실을 분리 심리중이라고 한다.
1949년 1월 25일부터 1월 27일까지 국방부 회의실 고등군법회의에서 재판장 김완용(金完龍) 중령과 심판관 이정석(李貞錫) 중령 외 4명과 검찰관 이자경(李資卿) 중령 등 심문이 이뤄졌고 1월 27일 다음과 같은 판결이 선고되었다. "△오동기 전 육군소령 징역 10년 △안종옥 전 이등병 징역 5년 △박규일 전 일등병 동 3년 △김봉수(金鳳秀) 동 3년 △김용이(金容珥) 2년 △오필주(吳弼周) 동 1년"
재판장 김완용 중령은 다음과 같이 말하였다. "피고들은 탐관오리·모리배 때문에 남한정부가 부패되어가고 있다고 말한 후 그래서 정부를 전복하려고 했다고 말하며 그러나 좌익사상에서 나온 좌익혁명이 아니고 민족주의자 사상에서 나온 민족혁명이라고 말하였다. 그러나 직접·간접으로 호남방면 사건에 관련성이 있다는 것을 발견하고 신중에 신중을 기해서 심판한 결과 이상과 같은 판결이 선고되었다."
1949년 2월 8일 최능진은 제2회 공판에서 남북협상을 지지하는 발언과 혁명의용군을 조직하게 된 동기를 밝혔다.
"나는 이 사건을 혁명이라고 하지 않는다. 또한 혁명이라는 말조차 하지 않았다. 다만 민족통일을 위함이라고 말하였을 뿐이다. 근자 경찰에서는 ‘불평’이라는 어구를 ‘반대’라는 말로 취급하는 경향이 있는데 내가 말한 ‘민족통일’이라는 말을 혁명이라는 말로 곡해하고 있는 것 같다. 내가 당초 이 사건을 일으키게 된 동기는 작년 4월에 金九선생과 金奎植박사가 남북협상을 하겠다고 세상에 공포하였을 때 남한 우익진영에서는 이구동성으로 양 김씨에 대하여 공산주의자니 크렘린의 신자니 하고 온갖 비평을 하였으므로 나는 외치기를 남한에는 청년들이 다 썩어 버렸다고 하였다. 그것은 민족의 지도자에게 대한 모욕적 언사를 듣고도 반박성명 하나 못하고 있는 형편이기 때문이었다.
더구나 나는 생각하기를 김구선생이나 김규식 박사가 정당한 말을 한다고 소련의 주구니 무엇이니 하고 말한다면 이 땅에는 애국자가 없을 것이라고 하였다. 그리고 내가 김진섭동지를 알게 된 것은 위에 말한 바와 같이 남한 청년들은 믿을 수가 없다는 비관으로 집안에서 마치 소크라테스 모양으로 자아를 연구하고 생을 연구하여 오던 중 우연히 김진섭동지가 찾아와 국방경비대 내에 동지가 많으니 군대를 상대로 동지를 구해보자는 의견을 진술하기에 나는 유일한 동지를 얻었다 하여 그 때부터 김동지와 손을 잡게 되고 그 당시 내가 관계하고 있던 미군 정보기관인 G2에서 50만 원을 얻어 김동지에게 주었는데 이는 군대 내의 동지 획득을 위한 공작비였다.
그런데 나는 이 50만 원을 김동지에게 주면서 말하기를 군대 내 청년을 포섭하는 데는 좌우익을 막론하고 민족주의정신통일에 중점을 두라고 하였다. 이와 같이 군대 내에까지 동지 포섭공작을 하게 된 유일한 이유는 유엔에서 남북통일 총선거를 주장할 때 南의 대한민국정부와 北의 인민공화국이 서로 손을 맞잡지 못하고 분열만 하게 될 때에는 내가 조직한 의용대로서 남과 북에 사전교섭을 하여 전혀 통일의 가능성이 없는 것을 알게 되면 내 힘이 있는 데까지 무력으로 남북 양 정부를 쳐부술 각오였다. 그리고 내가 강조하고 싶은 것은 동족상잔을 나는 절대로 원치 않는 사람이다. 그런데 여수·순천 반란사건의 동기를 나에게 전가하는 것은 천만부당이다."
1949년 2월 8일 오전 11시 15분부터 홍재화 판사주심·강석복 검사 입회 아래 입추의 여지 없이 모여든 방청객의 주시리에 서울지방법원 4호 법정에서 개정되었다. 개정 벽두 재판장은 "전번 공판시에는 무력혁명을 의도한 사실이 없다고 진술하였는데 지금도 변함이 없는가?"라는 심문에 피고들은 지금도 틀림없다고 진술하였다. 다음은 홍재화 재판장의 최능진 피고에 대한 심문 요지 중 일부다.
(판사) 유엔에서 조선 문제가 불리하게 될 때에는 폭동을 일으키려고 했지?
(피고) 유엔의 결의는 남북통일선거가 그 주요 목적이다. 그러나 소련측에서 입북을 거절하는 때에는 결국 남북통일은 기대할 수 없게 되니 대한민국과 북한은 마땅히 민족자주독립을 전취하여야 할 것이며 양쪽 어느 편에서든지 이것을 거절하면 나는 대한민국도 북한도 보이코트하려고 했다. 내가 폭동을 일으킬 사람은 절대로 아니다."
(변호사) 피고의 진술은 경찰·검찰·공판에 3부에 걸쳐 전혀 다른데 어찌된 셈인가?
(피고) 경찰에서는 고문으로 허위자백했고 검찰청에서는 속히 공판에 회부시키려고 그랬고 공판에서는 자유로운 분위기니까 사실대로 말했다. 그 때 검찰청에서 저기 계신 姜검사한테 솔직히 고백한즉, 검사께서도 “네가 통일민족운동을 했는데 무슨 죄가 있느냐” 하시면서 기소할 필요가 없다고까지 말씀했다. 그 때 나는 강검사의 인격을 훌륭하다고 생각하였다. 그러던 것이 돌연 장관 명령으로 기소하라니 무조건 기소했다고 강검사 영감도 말하지 않았소. 사법의 신성을 위해서라도 이런 맹랑한 일은 지적하여야 하겠다."
1949년 5월 17일 오후 1시 반부터 서울지방법원 제4호 법정에서 최능진·서세충·김진섭 등 세 피고와 그의 가족들 그리고 방청객들로 하여금 초만원을 이룬 가운데 강석복 검사 입회 홍재화 판사 주심으로 제5회 공판이 개정되었다. 홍재화는 "피고인들에 대한 심리는 이상 더 필요 없으므로 오늘 공판은 결심으로 들어간다"고 하는 선언에 뒤이어 강석복 검사는 "피고인들이 끝까지 본 사건은 무력혁명을 위함이 아니었고 다만 정신통일을 위한 것이라고 주장하였으나 피고인들이 해 온 사실을 보면 무력으로써 정변을 야기하여 대한민국을 전복하려고 한 것만은 감출 수 없는 사실이므로 피고인들에 대하여서는 사회의 안녕질서를 파괴하려던 음모공작이었으므로 법령 제19호 4조 나항 위반죄(조선군정청의 계획에 반하여 행위)로 각각 징역 4년을 구형한다"라는 검사 구형이 있은 다음 변호사의 변론으로 들어갔다. "△최능진 징역 4년 △서세충 징역 4년 △김진섭 징역 4년"
1949년 5월 31일 피고에 대한 언도가 강석복 검사 입회하에 홍재화 판사 주심으로 고등법원 제1호 법정에서 개최되었는데, 법령 제15호 4조 나항 및 형법 60조 인용으로써 최능진에게 3년, 김진섭에게 3년 6개월, 서세충에게 무죄를 각각 언도하였다.

### 최능진 추가피소 관련 보도 자료
1949년 9월 30일 오후 1시부터 서울고등법원에서 이정우(李汀雨) 검사 입회하에 김준원(金埈源) 재판장 주심으로 혁명의용군사건 제2회 공판이 열리었었는데 이 날은 최능진에 대한 사실심리가 있었는 바, 피고 최능진은 의용군을 조직시켜 반란을 일으키려고 하지 않았다는 것과 자기가 동대문구에서 국회의원 후보로 출마하려던 동기를 진술, 다음 원주 주둔군대 200명을 동원하려던 음모를 부인하였다.
1949년 10월 26일 혁명의용군사건 결심공판에서 본 사건은 증인 이영개(李英介)의 새로운 증언으로 말미암아 덧붙여(附帶) 기소되었기 때문에 더욱 악화하여 덧붙여 기소되기 전의 구형보다 형량이 갑절이나 되는 다음과 같은 구형이 있어 일반의 주목을 끌었다. "△최능진 7년(부대 기소 전 3년) △김진섭 8년(부대 기소 전 3년 6월)"
1949년 11월 2일 담당 이정우 검사의 附帶공소로 말미암아 피고의 좌익 여부가 극히 주목되어 오던 민족혁명의용군사건 제2심 언도공판은 오전 10시 40분부터 서울고법 제1호 법정에서 개정되었는데, 재판장 김준원 주심판사로부터 양 피고에 대하여 내란음모 및 정부계획방해기도죄로 각각 다음과 같은 판결언도가 있었다. "△제2심 판결：김진섭 징역 6년, 최능진 징역 5년" 한편 그 죄명 중 내란음모는 제2심에서 새로 추가된 것으로서 공판시 시종 범죄사실을 부인하여 오던 만큼 양 피고의 이 판결에 대한 불복상고는 거의 확실시되며 또한 담당 李검사도 강경한 태도로써 이에 부대공소할 것으로 보여 이 사건은 기어코 3심까지 올라갈 것이 예측된다.

## 기타 일화

### 최능진 경무부 수사국장 파면
1946년 12월 2일 조병옥 경무부장은 최능진 수사국장에게 국립경찰의 현황을 유지하며 경찰사기를 진작하여 명령계통을 확보함에 유해하므로 사직을 요청한다는 요구와 함께 파면시켰는데, 이에 대하여 최능진은 12월 5일 조병옥에게 요지 다음과 같은 회답공개장을 보내는 동시 사회에 공개하였다. "小職은 국립경찰을 위하여 初志를 달성치 못하고 貪官 모리만을 전념하는 귀하에게 국립경찰을 일임하고 나아감은 양심이 허락치 않을 뿐더러 3천만 민중이 허락치 않는 중차대한 문제라고 생각하는 동시에 귀하가 추궁한 3조건은 충분한 증거를 제시치 않고 막연히 운위함은 경찰관의 자격을 스스로 잃은 醜態라고 생각한다. 만약 小職이
1) 경찰협화에 방해하였다면 귀하와 같이 매일 모리배등과 작반하여 요정출입에 동행하지 않았다는 의미인 것이고 또는 詐欺前科 3범인 동시에 민족운동자를 잡아주던 인간을 고관대직에 채용하고 순수한 독립운동자를 무경험자라고 배척하는데 찬동치 않았다는 의미 이외에 아무 것도 없다고 생각한다.
2) 경찰사기 진작에 유해라면 건국도상에 있어 민족전체의 복리보다도 자기 일개인의 행복과 영리를 위하여 貪官·모리·직권남용을 위주로 하는 경찰관은 신구직을 막론하고 용퇴하라고 호령한 것이 경찰사기를 조상한 것이라면 건국청사를 더럽힌 영남폭동사건에 대한 책임감이 없는 귀하는 경찰사기를 앙양하는 소위인지 실로 의념을 금키 어렵다.
3) 명령계통 여하를 말함에 있어서 小職은 범죄수사의 책임자로서 군정하에 있는 고관이나 또는 일시민이나를 막론하고 범죄사실이 있다면 적법 처리함이 小職의 책임있었으나 人權蹂躪 물품강탈 불법감금을 감행한 경찰 고급간부에 관한 사건이며 일정때 일본애국자를 군정지사로 소개하여 군정청으로부터 1천2·3백만원 거금을 인출하여 가지고 귀하의 요정 유흥비를 전담하는 자를 위하여 경찰최고간부 등이 일개인의 요구에 순응하여 가옥명도 강요 불법구타를 감행한데 대한 고소사실을 불문에 부친 사실과 한공안국장에 대한 人權蹂躪 불법감금에 관한 고소사실도 귀하가 휴지화하여 버린 것을 小職이 묵인한 것 등 귀하의 명령이라면 무조건 복종하였다고 자인하나 단 귀하의 명령에 불복한 것은 金柱祚 석방운동을 小職에게 요청하였을 때 이를 거부한 것만이 명령불복종이라고 할 수 있다. 이런 사실을 종합해 보면 귀하는 당연히 현직을 사퇴하여 2천만 민중앞에 卯頭謝過하는 동시 속죄의 의미로서 8·15이후 不義蒐得한 재산을 전재동포를 위해서 헌납하고 축치한 애첩을 독신자를 위하여 제공한 후 해방전 애국자 趙炳玉으로 돌아가기를 충고한다."
1946년 12월 6일 조병옥은 자신의 비행을 지적한 최능진의 공개서한에 대해 다음과 같이 해명하였다. "나는 이를 공개서한으로 알지 않는다. 그러나 그런 문서의 발표에 대하여 상당한 고려와 관심을 가지고 있으며 어쨌든 나의 부덕한 탓으로 안다. 최국장은 파면된 후도 직장을 안나가서 하오 4시 축출하였다. 이번 서한문제에 대하여서는 방금 미군 세사람으로 조직된 사문위원회에서 나의 요청에 의하여 조사하고 있는데 추후에 자세한 것을 발표할 것이다. 발표문서중 金柱祚 석방운동을 운운하나 이에 대하여 최국장에 이런 요청을 한 일은 없고 당시 경무국장이던 참페니대좌를 통하여 보석의견서를 낸 일이 있을 뿐 물질적으로 받은 일은 없다. 이 문제는 이미 윔스소좌의 사문에 의하여 규정된 사실이다. 또 전과 3범의 사람을 고관대직에 임명하였다 함은 알지 못하는 일이다. 그리고 1천2·3백만원의 거금을 받았다는 것도 알지 못하는 사실이다."
1946년 12월 7일 장택상 수도경찰청장은 조병옥을 옹호하고 최능진을 비판하였다. "경무부장 조병옥씨는 양심있는 경찰이다. 10개월간 나의 체험으로 말하건대 그이는 사석이나 공석에서 편당적으로 언사를 한번도 하여 본적이 없다. 左를 억압하고 右를 옹호한다든지 右를 억압하고 左를 옹호하라는 등 언사는 이제끔 경무부정책을 반영시키는 수도경찰책임자 나로서는 천지신명에 대하여 서슴치 않고 말하노니 그이로서는 한번도 없었다. 그 반면에 최능진은 종시일관토록 공적이나 사적으로 편당적 경찰행정을 강행하여 왔다. 그이가 우리들을 비방하는 말이 ‘너희는 비애국자이다’ 말살과 탄압과 억류와 체포를 좌익에 대하여는 주저치 말 것이라는 협박과 강요가 한두번이 아니었다."
1946년 12월 13일 전 경무부수사국장 최능진은 이 문제에 관하여 또다시 요지 다음과 같은 성명서를 발표하였다. "장택상 성명서에 의하면 나의 성명은 私感으로 조병옥를 誹謗하고 나를 좌익진영의 탄압경찰관이었다고 지적하였으나 나는 사감은 毫無하였고 조병옥·장택상 양씨야말로 경찰행정을 한민당의 제동에 의하여 자행하여 온 것은 瀝然한 사실이며 금번 장택상 성명은 주로 좌익진영에 대한 卑劣한 秋波에 불과하다. 오직 나는 재직시에 민족분열과 동족상잔을 조장하는 극좌 우극을 극도로 탄압해온 것은 자인하는 바이다. 더우기 每夜 料亭亨樂을 독점으로 이기성을 발로하여 有爲한 청년경찰관을 낙망 퇴진케 하고 권세와 향락 모리에 전념하는 부정경찰관의 도량을 조장시켜 민중을 해롭게 하는 조씨이하 신구 부정경찰관의 총퇴진을 주장하는 바이다. 張氏가 지적한 일정시 전직자 퇴진에 관하여는 물론 전직자 중에는 애국자가 허다하나 일본황실의 번영을 기원하던 소수의 일제주구가 일조일석에 애국자가 되어 건국도상의 민중지도자가 될 수는 없으므로 청장, 서장, 간부급에서 이들은 제거하고 하부진영에만 전직경찰기술자를 存置하여 민주경찰진영의 정비를 희구하였으나 조병옥은 끝끝내 나와 의견이 대립되었었다. 今日의 경찰은 일제배가 慇懃히 희망하던 친일경찰이 아니고 무엇일까? 일제 고등주임이 현 사찰과장의 요직에 있어 독립운동자를 지도 취체할 수 있을까? 今夏 전북 김제에서 검거된 우리의 애국자 김성숙을 위시하여 서대문형무소에는 그들에게 검거 투옥된 애국자가 얼마인가 그들의 마수에 희생된 순국열사는 지하에서 비분함을 또 한번 참지 못하리라고 믿는다."
그리고 崔氏는 前番 성명서 3항과 雅敍園에서 행한 張氏와의 회견내용을 부연 설명하였다. "제一 전과자등용 전과 사기 3범 李海鎭을 전남감찰관으로 임명한후 전혀 경성에 주재시킨 것
제二 (가) 가옥명도사건 경찰관이 李某의 향응에 의하여 성북동 음벽정 가옥명도에 불법 가담한 사실은 현 대법원장 金用茂氏도 잘 안다. (나) 거금인출사건 前朝鮮軍 井原參謀長의 주구이며 친일파의 거두인 李鍾檜(豊村裕)로 하여금 11개 공장관리 운영자금으로 1천3백만원을 융자케 한것
제三 (가) 한공안과장 피소건 韓氏는 전북재임시 임정원 金炯燮의 상행에 대하여 지방 모부호의 청탁으로 일개월간 불법감금 인권유린이 정식으로 제소되었으나 휴지화시키고 韓氏를 영전시킨 것 (나) 金柱祚事件 金과 동방하던 피의자가 출감후 김의 부탁으로 수도청사찰과 洪澤憙경위에게 전하는 말에 의하여 洪의 보고로 趙氏가 金으로부터 40만원 받은 것을 알게 되었는데 당시 사문위원회에서는 홍이나 출감 전언한 자 등의 조사도 없이 그대로 묵살한 것
제四 雅敍園會談은 상술한 바와 같이 경찰진영 재강화를 도모하고자 張氏와 회견하고 우선 서울시내에서 전총독부보안과원 현 사찰과장인 崔雲震 전 부산서고등주임으로 현 本町署長인 李九範 등의 파면을 相約하였으나 장씨는 背信하고 나를 전직자 전원에게 역선전하였다."
1946년 12월 24일 전 경무부 수사국장 최능진은 명예훼손 혐의로 불구속 입건되었다.

### 최능진 제헌 총선 후보등록 말소 및 서울시 선거위원 총사직 사태
1948년 4월 20일 보도 내용 "4월 16일까지 선거등록 마감을 하여야 할 것인데 동대문 갑구에는 등록마감까지 이승만 1인이 등록하였을 뿐이었는데 등록마감 직전에 최능진이 소위 이승만 박사를 지지하는 청년들에게 추천서를 탈취당하였다고 하여 불충분한 추천서를 가지고 등록하려고 하였으나, 동대문구 選委에서는 신성한 선거법을 준수하는 의미하에서 최능진의 등록접수를 거절하였던 바 최능진은 소위 '자유분위기를 방해하였다'는 조건하에서 당국과 교섭중이던 바 서울시 選委에서 동씨의 등록을 4월 21일 오후 7시까지 연기하여 최능진은 4월 20일 오후에 등록수속을 완료하였다는데 이에 대하여는 비난이 분분하다고 한다.
즉 최능진은 이승만 박사를 지지하는 청년들에게 추천서를 탈취당하여 자유분위기를 방해하였다는 것은 하등의 근거와 증거가 없는 말이며, 또 엄정하고 신성한 선거법을 최능진 일개인을 위하여 등록마감 후 116시간이나 연기한 서울시 選委의 조치는 자유분위기를 역용하는 결과를 초래하였다고 보아도 과언이 아니라고 한다. 하여튼 자유분위기를 역용하려는 일개인 때문에 독립정부수립을 목표로 제정된 선거법을 위반한 데 대하여서 비난이 자못 크다고 한다.
동대문 갑구 선거위원 전원은 최능진 입후보등록문제로 상부선거위원회와 의견의 상치를 보아  4월 20일 총사직을 하였다. 그런데 서울시 선거위원회에서는 후임 선거위원을 당일로 임명하여 선거사무에는 아무런 지장이 없도록 하였다."
1948년 4월 30일 보도 내용 "이제 최능진씨가 입후보하기까지의 등록절차를 밟은 전말을 밝히어 보면 처음 지난 4월 13일 시내 창신동 서부동회 투표구사무소를 찾아와 추천장에 등록증명을 요구하였던 바 때마침 등록서류와 직인을 보관한 계원이 출타한 때라 다음날 다시 올 것을 요청하였던 바 최능진씨는 동소위원장에게 그 사유를 증명하는 서류를 요구 작성하여 가지고는 4월 15일 미군인을 대동하고 다시 등록증명을 요구하였다. 그리고 4월 16일 하오 6시 50분경 최능진씨는 군정장관의 부관이라고 하는 미국인을 동반하고 동대문 갑구 선거위원회를 찾아와 등록서류를 탈취당하였다는 구실로 93매의 추천장을 제시하면서 4월 18일 오정까지에 분실한 118매의 추천장을 제출하지 못하면 무효라는 각서를 스스로 쓰고 상부의 명령이라고 하며 접수할 것을 강박하므로 동선거위원장 개인의 자격으로 가수리한 후 그날밤 위원회를 소집하고 토의하였으나 비법이라 하여 접수하지 않기로 결의하였다.
그러나 4월 17일 상부 위원회에서 지시가 있으므로 약속하였던 4월 18일 오정까지 기다렸으나 그의 대리인이 출두하여 약속하였던 서류를 내지 못한다고 통고하였으므로 그대로 시위원회에 보고하고 다시는 접수하지 않기로 하였다. 4월 18일 서울시위원회는 4월 21일 하오 7시까지 입후보등록서류를 접수할 것을 동대문갑구선거위원회에 지시하여 왔으므로 선거위원 일동은 총사직을 하게 되었다. 그후 4월 19일과 4월 20일에는 최능진씨가 순경 2명을 대동하고 유권자의 집을 호별방문하면서 추천서와 등록증명을 받아 동구선거위원회 간사로 하여금 등록서류를 접수케한 것이다. 이상으로서 합법적인 입후보등록이 아닌 것은 대체로 알 수 있을 것이거니와 기자협회에서는 4월 26일 장택상 수도청장을 찾아 최능진의 추천서와 등록증명을 받는데 경찰관을 대동시키었다는 사실을 질문한 결과 서울시장의 요청에 의하여 파견한 사실을 인증하고 또 윌리엄 F. 딘 군정장관이 서울시장에게 그렇게 하라는 지시가 있었다는 것이 맹백히 되었다."
1948년 5월 8일 국회선거위원회는 최능진의 후보등록을 말소하였다.

### 최능진의 서재필 추대 운동
1948년 6월 18일 보도 내용 "앞서부터 정계일부에서 암암리에 진행 중이던 서재필 박사 추대문제는 이지음 흥사단계 인물이 중심이 된 독립협회확대준비회의 형식으로 구체화되어가고 있다. 즉 흥사단 간부로 지목되는 최능진·安東源·白麟濟·盧鎭卨·李容卨·金朋濬·呂行烈·鄭仁果 등은 지난 11일 시내 모처에서 제1차회합을 열었고 18일 시내 남대문로 明信百貨店 3층에서 제2차회의를 열고 독립협회확대준비발기인 명의로서 서재필 박사에게 보내는 願文을 결정하여 2·3일내로 서재필 박사에게 수교할 것이라고 한다. 그런데 서재필 박사의 추대공작은 앞으로 수립될 정부에 서재필 박사를 참여시키기 위한 일종의 공작이라고 보는 관측도 있으며 서재필 박사의 금후 태도가 주목되고 있다."

### 최능진의 이승만 당선무효 소청
1948년 9월 15일 국회 선거심사위원회는 최능진의 이승만 당선무효 소청을 각하하였다. 그 이유는 다음과 같았다. "按하건대 선거법 제51조는 당선인의 결정이 그릇된 것을 주장하고 其 갱정을 청구하는 일종의 당선소송을 허용한 규정으로 해석할 수 있으나 소청인의 주장 및 기록상 추측할 수 있는 사실에 처하여 인정되는 서기 1948년 5월 10일 서울시 동대문갑 선거구에서 당선인으로 결정된 이승만씨는 동년 7월 20일 국회에서 대한민국 대통령에 선거되어 이미 그 취임절차를 了한 것은 전 세계 공지의 사실이므로 동 씨는 헌법 제53조 제3항 국회법 제71조 제1항에 의하여 국회의원의 지위로부터 당연 퇴직되고 前示 선거구는 현재 闕員의 상태를 致하고 있음은 명백할 사실이 되어 있는지라, 如是면 여하한 경우를 막론하고 재선거 이외에 궐원에 대한 보충수속을 예정치 아니한 본 선거법에 있어서 이미(旣爲) 궐원이 되어 있는 선거구에 대하여 당선 결정 당시의 사실을 가지고 그 효력의 여하를 운위함과 여함은 소청상 정당한 이익이 있는 주장이라고 볼 수 없음으로 본건은 그 청구원인의 당부를 심사한 여지도 없이 失當한 것이라고 하지 아니할 수 없다. 인하여 본 소청은 각하할 것이라고 인정하고 주문과 여히 재결함"

### 최능진 국방경비법 제32조(이적죄) 위반 및 총살형
1951년 1월 23일 본적 평남 평양시 창전리(倉田里) 47의 6호, 주소는 서울특별시 종로구 권농동(勸農동) 14 민간인 최능진은 6·26 사변(6·25 전쟁) 이후 갖은 부역행위를 감행하여 세인의 이목을 집중시키는 바, 1월 23일 오후 3시경 대구시 서성로 상공은행 2층 고등군법회의 법정에서 전기 최능진에 대한 국방경비법 제32조(적에 대한 구원, 통신 연락 또는 방조) 위반 피의사건을 재판장 황철신(黃哲信) 중령 통제 아래 법무사 진창균(陳昌均) 대위, 심판관 송의근(宋義根) 소령, 담당검사관 이용석(李龍錫) 대위, 허수(許秀) 중위 입회, 김하규(金河圭) 대위 변호사 입회 아래 결심 공판이 개정, 전기 최에 대하여 드디어 총살형을 언도하였으며 그 기소 내용은 다음과 같다.
"(1) 민간인 최능진은 4283년(1950년) 7월 2일 서울특별시 종로구 권농동 14번지 自家에서 민련재정부장 崔錫昌을 통하여 괴뢰 서울시인민위원회 부위원장 韓志成에게 정치활동자금으로 금 20만원을 제공하였고,
(2) 7월 5일에서 동 10일경에 至하는 기간 내 서울특별시 중구 茶洞 20번지 城南호텔에서 前 대한민국 공무원이었고 애국자인 민간인 黃信德·金正□·金□흔·朴萬慶·金黎載 기타 수인에 대하여 ‘대한민국에 충성을 다한 것을 과오로 생각하고 此를 반성하여 그 정신을 금후 일소하고 괴뢰군에게 적극 협력할 것을 맹서한다’는 요지의 자백서를 제출하고 전기 최석창을 통하여 괴뢰 서울시인민위원회에 제출케 함으로써 적의 좌익진영 인물 포섭 정책에 적극 협력하였고,
(3) 7월 중 전기 성남호텔에서 대한민국 국회의원 원세훈·吳夏英 기타 10여명에게 인민 10만을 대표하는 국회의원은 모름지기 10만 인민을 위하여 실력으로 지배하고 있는 괴뢰군에게 부합하여야 한다고 선동함으로써 국회의원이 괴뢰군에 부역할 것을 촉진하였다.
(4) 7월초에서 동 15일에 至하는 기간 서울특별시에서 괴뢰단 괴수 김일성의 특사 玄鐵甲을 통하여 김일성에게 소위 평화호소를 건의하여 김일성으로부터 지시를 받고 일방 괴뢰 서울시인민위원회의 협조를 받아 시내 종교 사회단체 요인 약 80명을 망라하여 7월 15일을 기하여 평화호소대회를 개최하고 UN에게 즉시 정전하는 동시에 대한민국정부를 부인하는 괴뢰측에 아부하는 소위 중간파 애국지사파를 총망라하는 소위 연립정부 수립을 제안 호소할 것을 기도함으로서 UN군의 실력행사를 무의미하게 하여 대한민국정권을 전복코자 하였고,
(5) 6월 30일부터 9월 25일 국군 입성시에 至하는 기간 서울특별시에서 민간인 張鳳玉으로부터 전기 성남호텔을 인수, 괴뢰 서울시인민위원회에 제공하여 괴뢰집단요인의 凶謀巢窮로 하고 또 張鳳順 외 수십명의 애국자에게 동 장소에 출입하여 적 요인들과 접촉 협력할 것을 선동함으로써 적에게 부역할 기회를 부여하였고,
(6) 8월 24일경 전기 自家에서 괴뢰단체인 民靑에게 금 1만원을 제공하였음."
1951년 2월 11일 최능진은 경북 달성군 가창면에서 처형당했다.
2009년 9월 6일 진실·화해를위한과거사정리위원회는 이승만 정권 하에서 군법회의를 통해 사형선고를 받고 총살당한 최능진씨(1899~1951)가 사실관계가 오인된 판결로 부당한 죽음을 당했다고 결론짓고 국가의 사과와 법원의 재심 수용을 권고했다. 진실화해위는 "최능진은 이승만에게 맞선 것을 계기로 헌법에 설치근거도 없고 법관의 자격도 없으며 재판 관할권도 없는 군법회의에서 사실관계가 오인된 판결로 총살됐다"고 밝혔다.
2013년 8월 26일 보도에 따르면, 보훈처는 진실화해위원회가 헌법기관이 아니기 때문에 법원 판결이 있어야 한다며 서훈을 미뤘다. 결국 2011년 서울중앙지방법원에 재심 신청을 냈다. 그런데 법원에서는 처음 판결한 곳에서 재심을 해야 한다며 대전 고등군사법원으로 넘겼다. 현재 일반법원과 군사법원 중에서 어디서 재심을 다룰 것인지를 검토하고 있는 상태다.